# Stefania Donà
Stefania Donà (Udine, 29 aprile 1979) è un'ex calciatrice e fisioterapista italiana, di ruolo difensore.

## Biografia
Figlia di Roberto e Nadia Donà, ristoratori ad Udine, si appassiona al mondo del calcio alternando lo sport agli studi e al saltuario lavoro nel bar di famiglia, il "Là dal Maresciàl" (già "Belfiore") di via Cividale.
Ottiene la laurea all'Università di Udine con una tesi sul "Il trattamento del dolore nella spalla del paziente emiplegico mediante manipolazione neuroconnettivale della fascia", pratica della fasciaterapia, metodica che, attraverso il trattamento della fascia corporis, si prefigge di alleviare il dolore e le disfunzioni dell'apparato locomotore.
Nel 2012 lascia il calcio giocato per dedicarsi totalmente all'attività di fisioterapista, specializzata nel trattamento delle patologie miofasciali.

## Caratteristiche tecniche
Gioca nel ruolo di difensore centrale ed è abile nel colpo di testa. È dotata di un ottimo senso della posizione.

## Carriera
Donà inizia a giocare a 10 anni con la squadra di San Gottardo (UD) e percorre la sua carriera agonistica passando per la Serie C e B. Almeno dalla stagione 1998-1999 gioca con la Libertas Pasiano.
Durante il calciomercato estivo 2001 si trasferisce al Tavagnacco e, come titolare, ricopre il ruolo di difensore centrale. Per diverse stagioni è stata il capitano della sua squadra e rimane con la società fino al suo ritiro dal calcio giocato, a fine stagione 2011-2012.